# Viola Carofalo
Viola Carofalo (née le 30 juin 1980 à Naples) est une personnalité politique italienne.

## Biographie
Depuis le 17 décembre 2017, elle est la porte-parole du mouvement politique Pouvoir au peuple ! qui se présente aux élections générales italiennes de 2018.